# Meñli II Giray
Meñli II Giray, född okänt år, död 1740, var Krimkhanatets khan 1724–1730 och 1737–1740. 